# Tityus paraguayensis
Espèce
Tityus paraguayensis est une espèce de scorpions de la famille des Buthidae.

## Distribution
Cette espèce se rencontre au Paraguay, en Argentine, au Brésil et au Pérou.

## Étymologie
Son nom d'espèce, composé de paraguay et du suffixe latin -ensis, « qui vit dans, qui habite », lui a été donné en référence au lieu de sa découverte, le Paraguay.

## Publication originale
- Kraepelin, 1895 : « Nachtrag zu Theil 1 der Revision der Skorpione. » Mitteilungen aus dem Naturhistorischen Museum in Hamburg (Beiheft zum Jahrbuch der Hamburgischen wissenschaftlichen Anstalten), vol. 12, p. 75-96 (texte intégral).